# 高口康太
高口康太（たかぐち こうた、1976年- ）は、日本の中国研究家、ジャーナリスト、翻訳家。

## 人物・来歴
千葉県生まれ。千葉大学人文社会科学研究科博士課程単位取得退学。中国・天津の南開大学に中国国費留学生として留学。留学中から中国関連ニュースサイト「KINBRICKS NOW」を運営。2020年2月よりダイヤモンド編集部特任アナリスト。中国経済、中国企業、在日中国人社会を主にカバー。

## 著書
- 『なぜ、習近平は激怒したのか 人気漫画家が亡命した理由』 祥伝社新書、2015.9
- 『現代中国経営者列伝』 星海社新書、2017.4

### 共編著
- 『中国S級B級論 発展途上と最先端が混在する国』 編著、伊藤亜聖・水彩画[3]・山谷剛史・田中信彦 著、さくら舎、2019.5
- 『幸福な監視国家・中国』 梶谷懐 共著. NHK出版新書, 2019.8
- 『プロトタイプシティ  深圳と世界的イノベーション』 高須正和 共編著、澤田翔、藤岡淳一、伊藤亜聖、山形浩生 著、KADOKAWA、2020.7

### 翻訳
- 陳破空 『カネとスパイとジャッキー・チェン 分断される民主化運動と中国の行く末』 ビジネス社、2018.2
- 陳破空 『そして幻想の中国繁栄30年が終わる 誰も知らない「天安門事件」の呪縛』 ビジネス社、2019.6
- 張孝栄、孫怡、陳曄 『中国ユニコーン列伝 シェアリングエコノミーの盛衰』 伊藤亜聖 共監訳、古川智子 訳、科学出版社東京、2020.10